# Ángel Brian

Ángel Brian (Gualeguaychú, 1850- Bahía Blanca, Argentina, 1923) fue un médico graduado en 1883 en la Facultad de Medicina de Montevideo, político y periodista argentino destacado colaborador del expresidente, del que fue Secretario de la Presidencia entre 1890 y 1894 Julio Herrera y Obes.

## Biografía
Fue Jefe Político y de Policía de Montevideo entre junio de 1884 y septiembre de 1886, y presidente de la Junta Económico Administrativa de Montevideo entre 1897 y 1898.
Fue un estrecho colaborador del presidente Julio Herrera y Obes durante su administración ocupando el cargo de Secretario de Presidencia entre el 1 de marzo de 1890 al 1 de marzo de 1894.

## Actividad periodística
Fue director del diario La Nación, periódico destacado en las décadas del 80 y 90 del siglo XIX.
Realizó una descripción detallada, científica y de su vivencia y actuación durante la epidemia de cólera que azoló Montevideo entre 1886 y 1887
Publicaba artículos, a veces utilizando su nombre real y otras utilizando el seudónimo "Nerón Gallina"

## Obras
- Apuntes de la epidemia de cólera de 1886-1887. Montevideo: Barreiro y Ramos, 1895